# Flughafen Sioux Falls

i7
i11
i13
Der Sioux Falls Regional Airport (IATA: FSD, ICAO: KFSD), auch als Joe Foss Field bekannt, ist der Flughafen der Stadt Sioux Falls im Minnehaha County im Südosten des US-amerikanischen Bundesstaates South Dakota. Er ist gemessen an der Passagierzahl der größte Flughafen des Bundesstaates.
Der Flughafen befindet sich im Eigentum der Stadt Sioux Falls und wird über die Sioux Falls Regional Airport Authority betrieben.
Die Federal Aviation Administration (FAA) stuft den zum National Plan of Integrated Airport Systems gehörenden Flughafen anhand der Zahl von 367.874 abfliegenden Passagieren als primary commercial service airport ein.
Auf dem Gelände des Flughafens befindet sich die Joe Foss Field Air National Guard Station, die Hauptbasis der Air National Guard von South Dakota.

## Lage und Verkehrsanbindung
Der Flughafen liegt direkt am Big Sioux River, unweit der Schnittstelle der drei Bundesstaaten South Dakota, Minnesota und Iowa. Er hat direkten Anschluss an den South Dakota Highway 115. Nördlich des Flughafens verläuft in Ost-West-Richtung die Interstate 90. Im Westen verläuft die Interstate 29 und wenige Kilometer östlich die Interstate 229, die östliche Umgehungsstraße von Sioux Falls.

## Flughafenanlagen
Der 635 Hektar große Flughafen verfügt über einen Kontrollturm und drei Start- und Landebahnen, die je einen Betonbelag haben. Es gibt einen Passagierterminal mit Fluggastbrücken und eine Gepäckförderanlage. Die Mietwagenfirmen Avis, Enterprise, Hertz, und National haben Stützpunkte im Empfangsgebäude.

## Flugzeuge und Flugbewegungen
Auf dem Flughafen sind insgesamt 111 Flugzeuge stationiert. Davon sind 55 einmotorige und 34 mehrmotorige Propellermaschinen sowie vier Düsenjets. Die Air National Guard hat auf ihrer Basis 18 Flugzeuge stationiert.
Von den durchschnittlich 185 Flugbewegungen pro Tag sind 38 Prozent der Allgemeinen Luftfahrt und 43 Prozent dem Lufttaxiverkehr zuzuordnen. Linienflüge machen zehn Prozent aus. Daneben gibt es noch rund acht Prozent militärische Flugbewegungen.

## Fluggesellschaften und Flugziele
- Allegiant Air – nach Las Vegas, Los Angeles, Orlando, Phoenix
- American Eagle – nach Chicago O’Hare, Dallas/Fort Worth
- Delta Air Lines – nach Minneapolis-Saint Paul
- Delta Connection – betrieben von Compass Airlines – nach Minneapolis-Saint Paul
- Delta Connection – betrieben von ExpressJet – nach Minneapolis-Saint Paul, saisonal ab 2013 nach Atlanta
- Delta Connection – betrieben von Pinnacle Airlines – nach Minneapolis-Saint Paul, saisonal nach Detroit
- Delta Connection – betrieben von SkyWest Airlines – nach Minneapolis-Saint Paul
- Frontier Airlines – nach Denver
- United Airlines – nach Denver
- United Express – betrieben von ExpressJet – nach Chicago O’Hare, Denver
- United Express – betrieben von Republic Airline – nach Denver
- United Express – betrieben von SkyWest Airlines – nach Chicago O’Hare, Denver

## Verkehrszahlen
| Jahr | Fluggastaufkommen | Luftfracht (Tonnen) (mit Luftpost) | Flugbewegungen (mit Militär) |
| ---- | ----------------- | ---------------------------------- | ---------------------------- |
| 2019 | 1.165.599         | 34.346                             | 60.413                       |
| 2018 | 1.066.314         | 33.186                             | 62.588                       |
| 2017 | 1.082.461         | 34.092                             | 65.025                       |
| 2016 | 1.027.022         | 32.274                             | 65.386                       |
| 2015 | 971.367           | 31.784                             | 67.433                       |

### Verkehrsreichste Strecken
| Rang | Stadt                             | Passagiere | Fluggesellschaften  |
| ---- | --------------------------------- | ---------- | ------------------- |
| 01   | Minneapolis/Saint Paul, Minnesota | 137.980    | Delta               |
| 02   | Denver, Colorado                  | 118.200    | Frontier, United    |
| 03   | Chicago–O’Hare, Illinois          | 106.570    | American, United    |
| 04   | Dallas/Fort Worth, Texas          | 50.600     | American            |
| 05   | Phoenix–Mesa, Arizona             | 42.030     | Allegiant           |
| 06   | Atlanta, Georgia                  | 36.870     | Delta               |
| 07   | Las Vegas, Nevada                 | 28.100     | Allegiant, Frontier |
| 08   | Phoenix–Sky Harbor, Arizona       | 20.940     | American            |
| 09   | Orlando–Sanford, Florida          | 14.650     | Allegiant           |
| 10   | St. Petersburg, Florida           | 10.420     | Allegiant           |